# 유영 (누희후)
유영(劉嬰, ?년 ~ 기원전 89년)은 전한 중기의 제후로, 하간헌왕의 손자이다.

## 행적
원봉 원년(기원전 110년), 아버지 유퇴의 뒤를 이어 누후(蔞侯)에 봉해졌다.
누희후 22년(기원전 89년)에 죽으니 시호를 희(釐)라 하였고, 작위는 아들 유익수가 이었다.

## 출전
- 사마천, 《사기》 권21 건원이래왕자후자연표
- 반고, 《한서》 권15상 왕자후표 上

| 선대 아버지 누절후 유퇴 | 전한의 누후 기원전 110년 ~ 기원전 89년 | 후대 아들 누원후 유익수 |